# Vin Délimité de Qualité Supérieure
Vin Délimité de Qualité Supérieure (VDQS, deutsch „Weine höherer Qualität aus begrenztem Anbaugebiet“) ist eine französische Qualitätsbezeichnung für Weine.
Diese Weine entsprechen ungefähr den deutschen Qualitätsweinen bestimmter Anbaugebiete. Der Wein muss zu 100 Prozent aus dem angegebenen Ursprungsgebiet stammen. Qualitativ sind sie den AOC-Weinen nicht nachgestellt, obwohl man sie in der Hierarchie der französischen Weine oft eine Qualitätsstufe tiefer ansetzt. Die VDQS stellt eine Vorstufe zur Appellation d’Origine Contrôlée dar, viele ehemaligen VDQS haben inzwischen den Aufstieg zum AOC-Wein geschafft.
Es gibt in Frankreich noch rund 30 VDQS-Bezeichnungen mit diversen Unterbezeichnungen (Orte, Lagen, Weinarten) in Lothringen, Burgund, Savoyen, Provence, im Loire-Tal (Weinbaugebiet Loire), Languedoc-Roussillon, in den Côtes du Rhône (Weinbaugebiet Rhône), und Südwestfrankreich. Es handelt sich dabei in der Regel um recht kleine, wenig bekannte Weinbaugebiete mit geringer Produktion.

## Liste der VDQS-Weine Frankreichs
| VDQS                        | Weinbauregion | Status seit | Rebfläche (Hektar) | Erzeugte Menge (Hektoliter) | Bemerkungen                                                              |
| --------------------------- | ------------- | ----------- | ------------------ | --------------------------- | ------------------------------------------------------------------------ |
| Bugey                       | Bugey         | 1963        | 490                | 30.335                      |                                                                          |
| Châteaumeillant             | Loire         | 1965        | 91                 | 3.956                       |                                                                          |
| Coteaux d’Ancenis           | Loire         | 1973        | 166                | 10.001                      |                                                                          |
| Coteaux du Quercy           | Sud-Ouest     | 1999        | 300                | 13.290                      |                                                                          |
| Côtes d’Auvergne            | Loire         | 1977        | 357                | 13.933                      |                                                                          |
| Côtes de Millau             | Sud-Ouest     | 1994        | 56                 | 2.030                       |                                                                          |
| Côtes du Brulhois           | Sud-Ouest     | 1984        | 194                | 8.787                       |                                                                          |
| Fiefs Vendéens              | Loire         | 1984        | 439                | 20.036                      |                                                                          |
| Gros Plant du Pays Nantais  | Loire         | 1954        | 1.372              | 79.380                      | früher auch unter der Bezeichnung Gros Plant bekannt.                    |
| Haut-Poitou                 | Loire         | 1970        | 507                | 29.090                      |                                                                          |
| Côtes de Moselle            | Lothringen    | 1951        | 42                 | 1.648                       |                                                                          |
| Roussette du Bugey          | Bugey         | 1963        |                    |                             |                                                                          |
| Côtes de Saint-Mont         | Sud-Ouest     | 1981        | 1.149              | 76.724                      | Seit dem Jahrgang gilt die Bezeichnung Saint-Mont als offiziell.         |
| Saint-Pourçain              | Loire         | 1951        | 543                | 24.205                      | seit dem 28. Mai 2009 Status einer Appellation d’Origine Contrôlée (AOC) |
| Saint-Sardos                | Sud-Ouest     | 2005        | 104                | 5.492                       |                                                                          |
| Tursan                      | Sud-Ouest     | 1958        | 300                | 16.532                      |                                                                          |
| Vins du Thouarsais          | Loire         | 1966        | 24                 | 1.000                       |                                                                          |
| Vins d’Entraygues et du Fel | Sud-Ouest     | 1965        | 21                 | 718                         |                                                                          |
| Vins d’Estaing              | Sud-Ouest     | 1965        | 18                 | 656                         |                                                                          |
| Vins de Lavilledieu         | Sud-Ouest     | 1954        | 56                 | 2.228                       |                                                                          |